# Alexandre Vinet
Alexandre Rodolphe Vinet (Losanna, 17 giugno 1797 – Le Châtelard, 4 maggio 1847) è stato un teologo, filosofo, giornalista e critico letterario e storico svizzero.

## Biografia
Nacque a Losanna, nel quartiere di Ouchy, figlio di Louis-Marc Vinet, d'origine francese, un borghese di Crassier. Dopo gli studi per divenire pastore alla facoltà di teologia di Losanna, Alexandre Vinet insegnò lingua e letteratura francese al ginnasio di Basilea dal 1817 prima di essere consacrato al ministero religioso nella sua città natale nel 1819. Nello stesso anno sposò la cugina Sophie de la Rottaz, prima di ritornare a insegnare all'Università di Basilea come Privatdozent e dopo il 1835 come professore straordinario. Allo stesso tempo, si mise a disposizione dei pastori di Basilea per sostituirli. Ebbe due figli, Stéphanie (1820 - 1838) e Auguste (1821).
Dal 1824, Vinet collaborò al Nouvelliste vaudois, diretto da Charles Monnard, poi al Semeur, una rivista fondata a Parigi da un gruppo di protestanti. Per tutta la vita fu critico letterario e teologo.
La critica letteraria lo mise in contatto con Sainte-Beuve, a favore del quale ottenne che lo si invitasse a tenere una conferenza a Losanna. La Chrestomathie française di Vinet (1829), i suoi Études sur la littérature française au XIXe siècle (1840-51) e la sua Histoire de la littérature française au XVIIe siècle, uniti a suoi Études sur Pascal, agli Études sur les moralistes aux XVe et XVIe siècles, alla sua Histoire de la prédication parmi les Réformés de France e altre opere correlate, attestano una vasta conoscenza della letteratura, una sicura capacità di giudizio e una grande facoltà di discernimento. Adatta le sue teorie al soggetto dei suoi studi e non condanna nulla per adeguarsi alle sue opinioni letterarie.
Come teologo Vinet diede nuovo impulso alla teologia protestante, particolarmente nei paesi francofoni, ma anche in Inghilterra e altrove. Lord Acton lo paragonò a Richard Rothe. La sua filosofia è basata sulla coscienza, definita come ciò che permette all'uomo di mantenere una relazione personale diretta con Dio; la coscienza è fondamento della morale e nessuno ha il diritto di attentare alla coscienza dell'individuo. Preconizza una libertà completa in materia di religione e quindi la separazione tra Stato e Chiesa, idee che difende nella Mémoire en faveur de la liberté des cultes (1826), nell'Essai sur la conscience (1829) e nell'Essai sur la manifestation des convictions religieuses (1842). Subì sanzioni per aver predicato la tolleranza verso i pietisti e i metodisti.
Dal 1831, quando pubblicò i suoi Discours sur quelques sujets religieux, la sua influenza comincia ad estendersi anche fuori del suo cantone per l'istanza di liberalizzazione e di approfondimento del pensiero religioso, perché egli apportava alla dottrina tradizionale un'esperienza viva e personale. In seguito al ritiro di Alexandre Leresche, titulare della cattedra di teologia pratica, accettò di sostituirlo e tornò a Losanna nel settembre del 1837. Insegnò teologia pratica fino alle sue dimissioni nel 1844, che però furono rifiutate. Nello stesso anno sostituì temporaneamente come professore di letteratura francese il suo maestro Charles Monnard, in congedo a Parigi. 

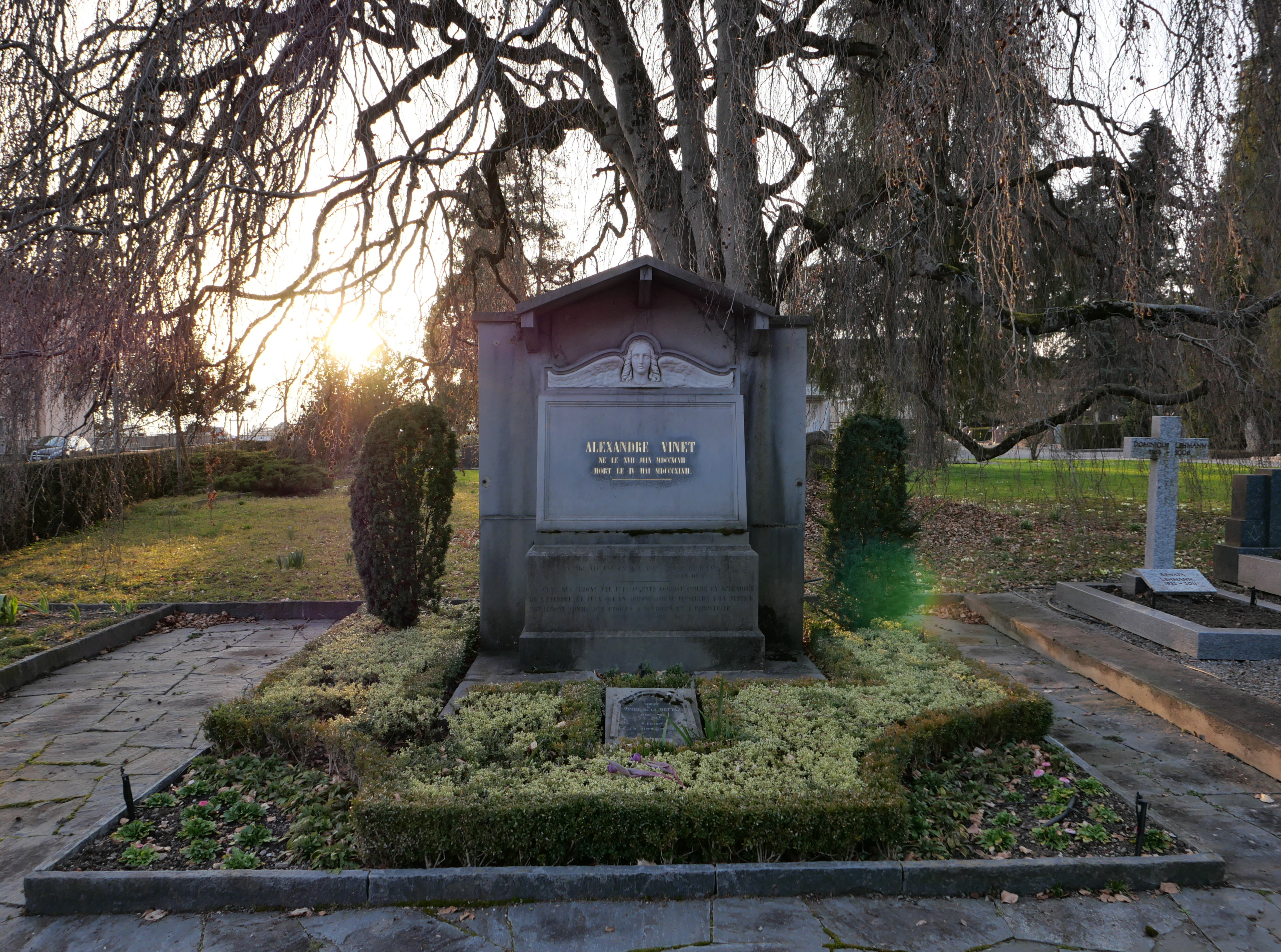
La tomba di Vinet e di sua moglie Sophie nel cimitero di Clarens. La coppia ha avuto due figli: Stéphanie e Auguste.

Nel novembre del 1840 aveva già abbandonato il clero del Vaud e nel 1845, quando il potere civile volle attentare all'autonomia della Chiesa, fu a capo della secessione che prese il nome di Église libre e presentò nuovamente le sue dimissioni al Consiglio di Stato del Vaud. Le autorità che tenevano alla sua presenza nel corpo universitario, gli proposero la cattedra di letteratura francese che era stata lasciata da Monnard.
Nonostante tutto, nel dicembre del 1846, la fermezza delle sue scelte religiose provocò la sua destituzione, insieme a quella di altri professori, fra cui Charles Secrétan. Gli si rimproverava di aver partecipato ad assemblee fuori della Chiesa ufficiale.
Indebolito dalla malattia, Vinet si ritirò a Clarens presso Le Châtelard (oggi Montreux), dove morì il 4 maggio e trovò sepoltura. Gran parte delle sue opere fu stampata postuma. Una statua gli fu eretta nel 1900 a Losanna dalla Société d'étudiants Belles-Lettres.

## Opere

### Storia della letteratura
- Chrestomathie française (1829)
- Études sur la littérature française au XIXe siècle (1849-51)
- Histoire de la littérature française au XVIIe siècle
- Études sur Pascal
- Moralistes des XVIe et XVIIe siècles
- Histoire de la prédication parmi les Réformés de France

### Teologia
- Nouveaux discours sur quelques sujets religieux (1841)
- Études évangéliques (1847)
- Mémoire en faveur de la liberté des cultes (1826)
- Essai sur la conscience (1829)
- Essai sur la manifestation des convictions religieuses et sur la séparation de l'Église et de l'Etat (1842)
- Discours sur quelques sujets religieux (1831) e Nouveaux discours (1841)
- Étude sur l'épître aux Colossiens (1841).
- Méditations évangéliques (1849).
- Cours d'Homilétique (1853).
- Cours de Théologie Pastorale (1854).